# Język jamajski

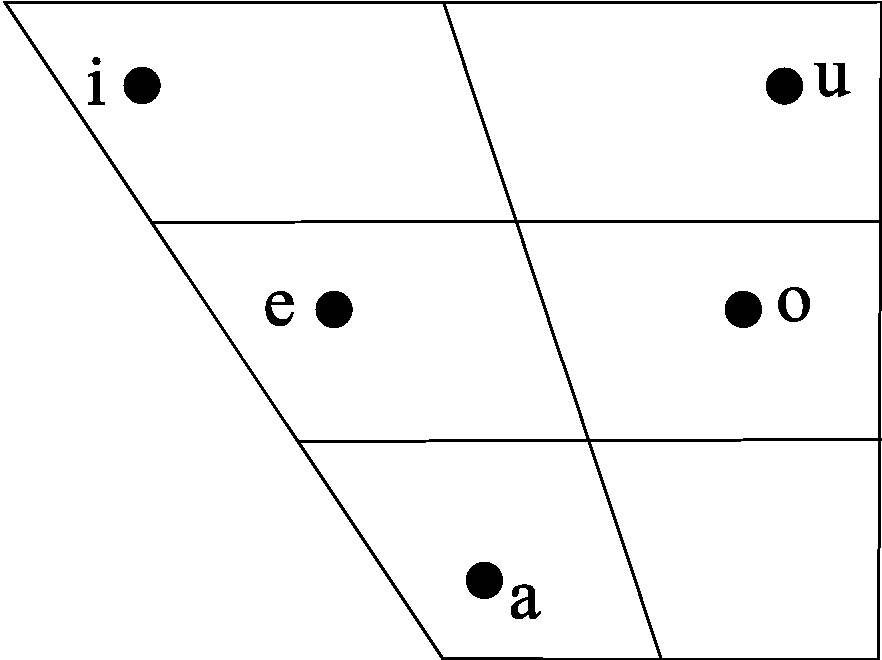
System samogłosek języka jamajskiego

Język jamajski (nazywany lokalnie Patois lub Patwa) – język kreolski na bazie języka angielskiego, używany na Jamajce oraz przez diasporę jamajską w różnych częściach świata (głównie w Wielkiej Brytanii i Stanach Zjednoczonych). Wykazuje pewne wpływy leksykalne języka akan używanego w Ghanie oraz języków bantu. Używany jest głównie jako język mówiony, tworzy z angielskim tzw. kontinuum kreolskie.

## Literatura
Język jamajski pełni także funkcję języka literackiego, pierwsza książka wydana w 1912 roku nazywała się „Pieśni Jamajki” (Songs of Jamaica) i była napisana przez Claude’a McKaya. W języku tym pisane są często piosenki reggae.

## Gramatyka
System czasów gramatycznych znacznie różni się od znanego z angielszczyzny. Do zaznaczania czasów służą partykuły en oraz a.
- /mi ɹon/
  - I run (zwykle); I ran
- /mi a ɹon/ lub /mi de ɹon/
  - I am running
- /a ɹon mi dida ɹon/ lub /a ɹon mi ben(w)en a ɹon/
  - I was running
- /mi did ɹon/ lub /mi ben(w)en ɹon/
  - I have run; I had run
- /mi a go ɹon/
  - I am going to run; I will run

### Być
- Jako kopuli używa się partykuły a
  - e.g. /mi a di tiitʃa/ ('I am the teacher')

- Istnieje osobny czasownik de oznaczający istnienie
  - e.g. /wi de a london/ lub /wi de ina london/ ('we are in London')

- w przypadku przymiotników kopula nie jest wymagana
  - e.g. /mi haadbak nau/ ('I am old now')

### Przeczenie
- /no/ jako ogólna partykuła przecząca:
- /kiaan/ w znaczeniu can't
- /neva/ partykuła przecząca w czasie przeszłym
  - /dʒan neva tiif di moni/ ('John did not steal the money')

## Ortografia
Pomimo prób uregulowania sposobu zapisu za pomocą tzw. systemu Cassidy-LePage ortografia jamajska nie jest jeszcze w pełni ustandaryzowana, tak więc słowo there bywa zapisywane jako de, deh albo dere, zaś słowo three („trzy”) najczęściej jest zapisywane jako tree, ale niekiedy używa się również zapisu tri lub trii, aby odróżnić je od rzeczownika tree („drzewo”). Często stosuje się standardowy zapis angielski, nawet gdy dany wyraz wymawia się zupełnie inaczej. W innych przypadkach dany zapis się utrwala, nawet gdy nie jest on czysto fonetyczny np. pickney (dziecko). W ostatnich latach, dzięki użyciu jamajskiego na piśmie (e-maile, fora internetowe), zauważa się spontaniczny proces częściowej standaryzacji zapisu.

## Słownictwo
Patois jamajski zawiera wiele zapożyczeń, głównie z angielskiego, lecz również z języków afrykańskich np. /dopi/ (duch) z języka twi; /se/ (spójnik „że”) np. /im tel mi se/); zaimek /unu/ („wy” pochodzi z języka igbo lub joruba. Wyraz pickney lub pickiney („dziecko”) pochodzi z portugalskiego pequenino („malutki”).